# Ruta 25 (Uruguay)
La ruta 25 es una de las rutas nacionales de Uruguay. Atraviesa los departamentos de Río Negro y Paysandú, uniendo las rutas 24 y 20.

## Recorrido
Se trata de una carretera formada por dos tramos. El primero de ellos tiene su origen a en la ruta 24 a la altura de su km 54, en la zona conocida como Tres Bocas. Atraviesa el departamento de Río Negro en sentido suroeste-noreste hasta el departamento de Paysandú, donde empalma con la ruta 90 y finaliza allí su primer tramo. El siguiente tramo comienza en la ciudad de Guichón y acompaña en su recorrido la vía del ferrocarril Algorta-Paso de los Toros y finaliza en la ruta 20, cerca del arroyo Salsipuedes Grande.
En su recorrido atraviesa las siguientes localidades:
- Bellaco
- Young
- Menafra
- Algorta
- Guichón
- Piñera
- Beisso
- Merinos
- Morató
- Estación Francia

En su recorrido empalma con las siguientes carreteras:
- km 0: Ruta 24
- km 29: Ruta 3
- km 71: Ruta 90
- sin km: Ruta 20

## Características
Estado y tipo de construcción de la carretera según el tramo:
| Tramo (aproximado) | Tipo de Red             | Tipo de Construcción | Estado     |
| ------------------ | ----------------------- | -------------------- | ---------- |
| Ruta 24-Young      | Red nacional primaria   | Carpeta asfáltica    | Muy Bueno  |
| Young-Menafra      | Red nacional secundaria | Carpeta asfáltica    | Muy Bueno  |
| Menafra-Ruta 90    | Red nacional secundaria | Carpeta asfáltica    | Muy Bueno  |
| Guichón-Ruta 20    | Red departamental       | Tosca                | En mejoras |